# 阮氏玉珉
安恬公主阮氏玉珉（越南语：／；1805年6月22日—1869年），阮朝嘉隆帝第十一女，生母是美人蓋氏秋。
嘉隆四年五月二十五日（1805年6月22日），阮氏玉珉生於順化皇城。明命四年（1823年），公主19歲，下嫁給少保謙郡公阮文謙之子阮常詢。嗣德七年（1854年），嗣德帝封玉珉為安恬公主。嗣德二十二年（1869年），公主去世，享年六十五歲，諡厚敏。
安恬公主有5子3女。